# Samuel Kolega
Samuel Kolega, né le 15 janvier 1996 à Ulm, est un skieur alpin croate. Il est principalement actif dans les disciplines techniques (slalom et slalom géant).

## Biographie
Il est le frère cadet d'Elias Kolega, aussi skieur alpin. Ils sont entraînés notamment par Ante Kostelić.
Samuel Kolega commence sa carrière en prenant part à des courses FIS lors de la saison 2015-2016, durant laquelle, il concourt aux Jeux olympiques de la jeunesse à Lillehammer, obtenant notamment la cinquième place au slalom géant et la quatrième place au slalom spécial.
En mars 2016, il est convié pour la première fois à une manche de la Coupe du monde à Kranjska Gora (slalom géant). Gagnant de sa première course FIS l'hiver suivant, il reçoit une sélection pour les Championnats du monde à Saint-Moritz, où son résultat est un abandon sur le slalom géant.
Lors de la saison 2017-2018, il participe à quelques courses de Coupe d'Europe et aux Championnats du monde junior à Davos (onzième du slalom), avant d'être sélectionné pour les Jeux olympiques, à Pyeongchang, où il prend la 37e place du slalom géant, pour sa seule course au programme.
En janvier 2019, alors qu'il détient deux podiums en Coupe d'Europe cet hiver à Levi et Obereggen, il obtient son meilleur résultat de l'hiver et de sa carrière dans l'élite avec une sixième place au slalom d'Adelboden. Aux Championnats du monde à Åre, il prend la 38e place au slalom géant, puis directement après, aux Championnats du monde junior à Val di Fassa, il intègre le top dix pour occuper le sixième rang au slalom.
S'il marque ses premiers points pour la Coupe d'Europe en 2020, il fait de même au niveau de la Coupe du monde en janvier 2021 au slalom de Zagreb, dont il prend la quinzième place.

## Palmarès

### Jeux olympiques d'hiver
| Épreuve / Édition | Pyeongchang 2018 |
| Slalom géant      | 37e              |

### Championnats du monde
| Épreuve / Édition | Saint-Moritz 2017 | Åre 2019 | Cortina d'Ampezzo 2021 |
| Slalom géant      | Abandon           | 38e      | Abandon                |
| Slalom            |                   |          | Abandon                |

### Coupe du monde
- Meilleur classement général : 123e en 2021.
- 1 podium.

#### Classements en Coupe du monde
| Année     | Classement général final | Classement en slalom |
| 2020-2021 | 123e                     | 41e                  |